# 科珀希爾 (新澤西州)
科珀希爾（英語：Copper Hill）是位於美國新澤西州亨特登縣的非建制地區。

## 歷史
科珀希爾的郵局於1853年設立，其後於1928年停運。

## 地理
科珀希爾所處的海拔為高於海平面43米（即141英呎），而該地所採用的時區為UTC-5，即北美东部时区（EST）。同時該地設有夏令時間，為UTC-5調快一小時，即UTC-4（EDT）。